# Belsko
Belsko je naselje v Občini Postojna.